# Isola del Cantone
Isola del Cantone är en ort och kommun i  storstadsregionen Genua, innan 2015 provinsen Genova, i regionen Ligurien i Italien. Kommunen hade 1 477 invånare (2018).